# Glenn Robinson
Glenn Alan Robinson Jr.  (Gary, 10 de janeiro de 1973) é um ex-jogador de basquete norte-americano. Ele foi campeão da Temporada da NBA de 2004-05 jogando pelo San Antonio Spurs.

## Estatísticas na NBA
| † | Campeão da temporada da NBA |
|   | Líder da liga               |
|   | MVP da temporada regular    |
|   | Recorde da história da NBA  |

### Temporada Regular
| Ano      | Equipe       | PJ  | PT  | MPJ  | AP   | 3P   | LL   | RT  | AS  | BR  | TO  | PPJ  |
| -------- | ------------ | --- | --- | ---- | ---- | ---- | ---- | --- | --- | --- | --- | ---- |
| 1994-95  | Milwaukee    | 80  | 76  | 37.0 | .451 | .321 | .796 | 6.4 | 2.5 | 1.4 | 0.3 | 21.9 |
| 1995-96  | Milwaukee    | 82  | 82  | 39.6 | .454 | .342 | .812 | 6.1 | 3.6 | 1.2 | 0.5 | 20.2 |
| 1996-97  | Milwaukee    | 80  | 79  | 38.9 | .465 | .350 | .791 | 6.3 | 3.1 | 1.3 | 0.9 | 21.1 |
| 1997-98  | Milwaukee    | 56  | 56  | 41.0 | .470 | .385 | .808 | 5.5 | 2.8 | 1.2 | 0.6 | 23.4 |
| 1998-99  | Milwaukee    | 47  | 47  | 33.6 | .459 | .392 | .870 | 5.9 | 2.1 | 1.0 | 0.9 | 18.4 |
| 1999-00  | Milwaukee    | 81  | 81  | 35.9 | .472 | .363 | .802 | 6.0 | 2.4 | 1.0 | 0.5 | 20.9 |
| 2000-01  | Milwaukee    | 76  | 74  | 37.0 | .468 | .299 | .820 | 6.9 | 3.3 | 1.1 | 0.8 | 22.0 |
| 2001-02  | Milwaukee    | 66  | 63  | 35.5 | .467 | .326 | .837 | 6.2 | 2.5 | 1.5 | 0.6 | 20.7 |
| 2002-03  | Atlanta      | 69  | 68  | 37.6 | .432 | .342 | .876 | 6.6 | 3.0 | 1.3 | 0.4 | 20.8 |
| 2003-04  | Philadelphia | 42  | 42  | 31.8 | .448 | .340 | .832 | 4.5 | 1.4 | 1.0 | 0.2 | 16.6 |
| 2004-05† | San Antonio  | 9   | 0   | 17.4 | .442 | .333 | .870 | 2.7 | 0.9 | 0.4 | 0.3 | 10.0 |
| Career   |              | 688 | 668 | 36.8 | .459 | .340 | .820 | 6.1 | 2.7 | 1.2 | 0.6 | 20.7 |
| All-Star |              | 2   | 0   | 12.5 | .529 | –    | –    | 5.0 | 0.5 | 0.5 | 0.5 | 9.0  |

Playoffs
| Ano      | Equipe      | PJ | PT | MPJ  | AP   | 3P   | LL   | RT  | AS  | BR  | TO  | PPJ  |
| -------- | ----------- | -- | -- | ---- | ---- | ---- | ---- | --- | --- | --- | --- | ---- |
| 1999     | Milwaukee   | 3  | 3  | 39.3 | .412 | .500 | .889 | 8.3 | 1.7 | 1.0 | 0.7 | 20.7 |
| 2000     | Milwaukee   | 5  | 5  | 34.8 | .405 | .286 | .846 | 4.2 | 2.6 | 1.6 | 0.8 | 15.4 |
| 2001     | Milwaukee   | 18 | 18 | 38.2 | .429 | .387 | .893 | 6.4 | 3.3 | 0.6 | 1.3 | 19.4 |
| 2005 †   | San Antonio | 13 | 0  | 8.7  | .356 | .300 | .882 | 1.6 | 0.1 | 0.2 | 0.5 | 3.8  |
| Carreira |             | 39 | 26 | 28.0 | .416 | .379 | .885 | 4.7 | 2.0 | 0.6 | 0.9 | 13.8 |

## Prêmios e Homenagens
- NBA:
  - Campeão da NBA: 2005;
  - 2 vezes NBA All-Star: 2000, 2001;
  - NBA All-Rookie Team:
    - primeiro Time: 1995;